# 小行星3138
小行星3138（3138 Ciney）是一颗绕太阳运转的小行星，为主小行星带小行星。该小行星于1980年5月22日发现。
該小行星以比利時的城市錫內命名。

## 轨道参数
小行星3138的轨道半长轴为2.2258404 UA，离心率为0.075。